# John Knowles Paine
Pour les articles homonymes, voir John Knowles et Paine.
John Knowles Paine (né le 9 janvier 1839 à Portland dans le Maine - décédé le 25 avril 1906 à Cambridge dans le Massachusetts), est le premier  compositeur natif des États-Unis à accéder à la célébrité pour sa musique symphonique. Il s'est formé en Europe, a étudié l'orgue, l'orchestration et la composition en Allemagne pendant trois ans. Après son retour aux États-Unis il s'installe à Boston en 1861 et devient membre de la faculté de Harvard. Il fut l'une des figures dominantes de la scène musicale de Boston, et avec un groupe d'autres compositeurs connus sous le nom d'École de Boston, Paine fut l'un des principaux initiateurs de la première importante série de concerts de musique des États-Unis. Les cinq autres étaient George Chadwick, Horatio Parker, Arthur Foote, Edward MacDowell et Amy Beach.

## Œuvres principales
- Opéra
  - Azara

- Orchestre
  - Symphonie nº 1 en ut mineur op. 23
  - Ouverture, op. 28, As You Like It
  - Poème symphonique op.31, The Tempest
  - Symphonie nº 2 en la majeur In Spring op. 34
  - Prélude Oedipus Tyrannus op. 35

- Chœur et orchestre
  - Messe en Ré
  - Oratorio op. 20: St. Peter

- Orgue
  - Variations sur Star Spangled Banner op. 1
  - Variations sur Austrian Hymn op. 3
  - Fantasy uber "Ein' feste Burg" op. 13
  - Prélude en Si mineur op. 19
  - Fugue en Ut mineur (extrait de quatre pièces) op. 36